# Tratado Arana-Southern
El Tratado Arana-Southern fue ratificado en 1850 entre el Reino Unido y en la Confederación Argentina para levantar el bloqueo anglo-francés al Río de la Plata impuesto por Francia y Reino Unido a mediados de la década de 1840. Argentina intentó regular el tráfico en los ríos Paraná y Uruguay, que impactaron sobre el comercio anglo-francés de Paraguay en el contexto de la Guerra Grande. Como resultado, el Reino Unido y Francia llevaron a cabo un bloqueo al Río de la Plata. La acción militar anglo-francesa no obtuvo la ansiada rendición de Juan Manuel de Rosas, y finalmente, la intervención fue levantada por dos tratados de paz, uno entre la Confederación Argentina y el Reino Unido, el Tratado Arana-Southern ratificado en 1850, y otro entre la Confederación Argentina y Francia, el Tratado Arana-Lepredour.

## Antecedentes
El 2 de febrero de 1825 el Reino Unido firmó un tratado de amistad, comercio y navegación mediante el cual reconoció la independencia de las Provincias Unidas y, naturalmente, la existencia de un ámbito territorial propio de ella.
Francia y Reino Unido impusieron en 1845 un bloqueo naval de cinco años de duración a la Confederación Argentina gobernada por Juan Manuel de Rosas, cerrando el puerto de Buenos Aires al comercio naval. La armada anglofrancesa ingresó a las aguas interiores de la Argentina, con el fin de vender sus productos, cuando Rosas mantuvo una política proteccionista.
Un compromiso clave en el bloqueo fue la batalla de la Vuelta de Obligado, donde una flota británica y francesa combinada forzó su camino en el río Paraná a pesar de la feroz resistencia de las fuerzas argentinas. Aunque las fuerzas británicas y francesas aplastaron las fuerzas argentinas, causando muertes espantosas, el daño a la flota anglo-francesa fue tan extensa que permaneció 40 días en Obligado haciendo reparaciones. La expedición también resultó ser un fracaso comercial, ya que Paraguay demostró ser menos rico de lo esperado y los buques mercantes se vieron obligados a regresar con muchos de sus bienes sin vender. A su regreso la flota nuevamente enfrentó una feroz resistencia con varios buques mercantes hundidos por fuego de cañón.
Mientras que el comandante británico William Gore Ouseley pidió fuerzas adicionales para apoyar una campaña continua, una serie de factores obligó a los británicos a romper con sus aliados franceses. El resultado de la expedición, así como el costo de la victoria y las oportunidades comerciales limitadas cambiaron las actitudes británicas. Argentina tenía una deuda sustancial con Baring Brothers y suspensión de pagos debido a las preocupaciones financieras que había causado el bloqueo. A su vez, el periódico The Times había publicado una alegación de que Ouseley tenía intereses financieros personales en el bloqueo, provocando un escándalo político. 

## Negociaciones

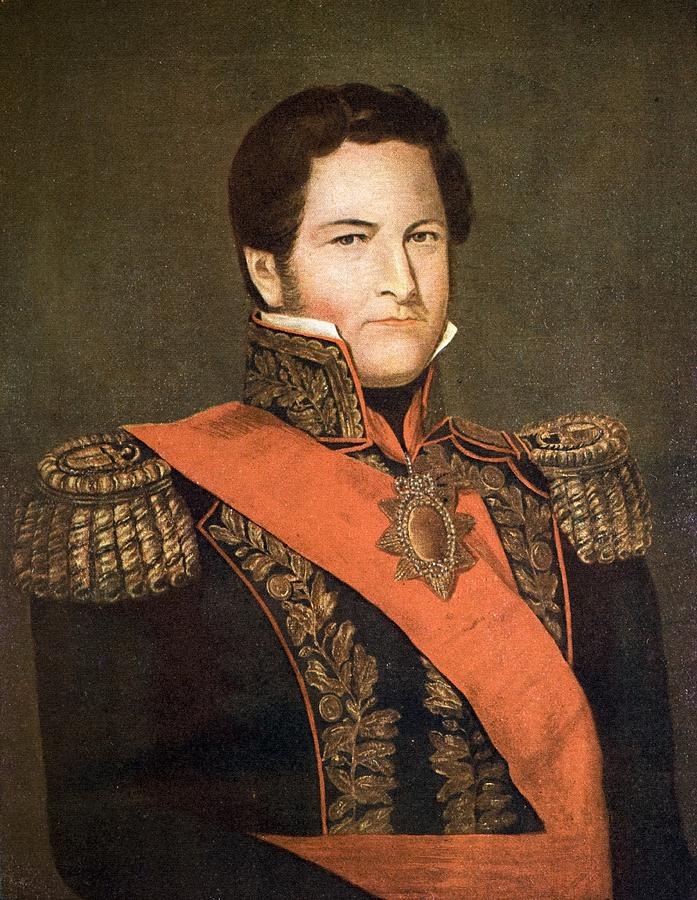
Juan Manuel de Rosas.

### Inicios
Las noticias de los combates entre argentinos y los anglo-franceses en el río Paraná llegaron a Europa en 1846. Causaron una gran desilusión, y obligaron a los gobiernos de las potencias atacantes a cambiar de estrategia. En una discusión en la Cámara de los Lores, declaró lord Palmerston:

Todos sabemos que el comercio inglés ha sufrido considerablemente con motivo de las medidas adoptadas por el gobierno inglés para poner término a la guerra entre Buenos Aires y Montevideo. El lenguaje del gobierno cuando se lo ha interrogado sobre estos negocios ha sido de paz; pero los actos de nuestras autoridades en aquellos puntos han sido ciertamente actos de guerra. En primer lugar un bloqueo; en segundo lugar desembarcaron fuerzas inglesas en territorio argentino y asaltaron baterías; hubo después captura de buques de guerra argentinos y un aviso para la venta de esos buques como tomados en una guerra. Quiero saber, pues, si estamos actualmente en guerra o no con Buenos Aires. Si estamos en guerra con Buenos Aires, este hecho no se ha comunicado. Si estamos en paz con Buenos Aires, ¿Cómo pueden conciliarse estas medidas de guerra? ¿Las ha aprobado Su majestad?

El gobierno británico ordenó a su escuadra abandonar el Paraná, medida que fue imitada por el gabinete francés. El primer ministro Robert Peel envió a Buenos Aires a Thomas Samuel Hood, que años atrás había sido cónsul británico en Montevideo, para reiniciar discusiones pacíficas. También el gobierno francés lo nombró su representante.
Hood se entrevistó con Rosas el 13 de julio de 1846, y le presentó las instrucciones de Lord Aberdeen y François Guizot: suspensión de hostilidades, desarme de los extranjeros en Montevideo, retirada de las tropas argentinas del Uruguay, levantamiento del bloqueo, devolución de Martín García y de los buques apresados, reconocimiento de la soberanía plena de la Argentina en el Paraná, elecciones libres en Uruguay, y amplia amnistía. En caso de que las autoridades de Montevideo rechazaran estas condiciones, Francia y Reino Unido las abandonarían a su suerte.
La revolución que llevó a la Segunda República en Francia separó nítidamente los intereses internacionales de ese país y el Reino Unido. En todas sus empresas coloniales comenzaron a tener conflictos. La pretensión de Londres de que esta revolución haría más prudente y menos ambiciosa a Francia resultó completamente defraudada, ya que las nuevas autoridades intentaron mostrar un intenso interés en las conquistas en Asia y en África.
El gobierno británico decidió que los sucesivos fracasos de su política en el Río de la Plata, con su pésimo efecto sobre sus intereses comerciales en esa región, debían ser solucionados con urgencia. Solo entonces parecieron descubrir que estaban pretendiendo mediar ante un gobierno argentino con el que no tenían relaciones diplomáticas oficiales, desde la retirada del entonces embajador británico John Henry Mandeville, tres años antes.
Para ocupar el cargo de embajador en Buenos Aires fue nombrado sir Henry Southern, que tenía gran experiencia y que conocía perfectamente el idioma español, ya que había sido embajador en Madrid durante varios años.

### Tratado

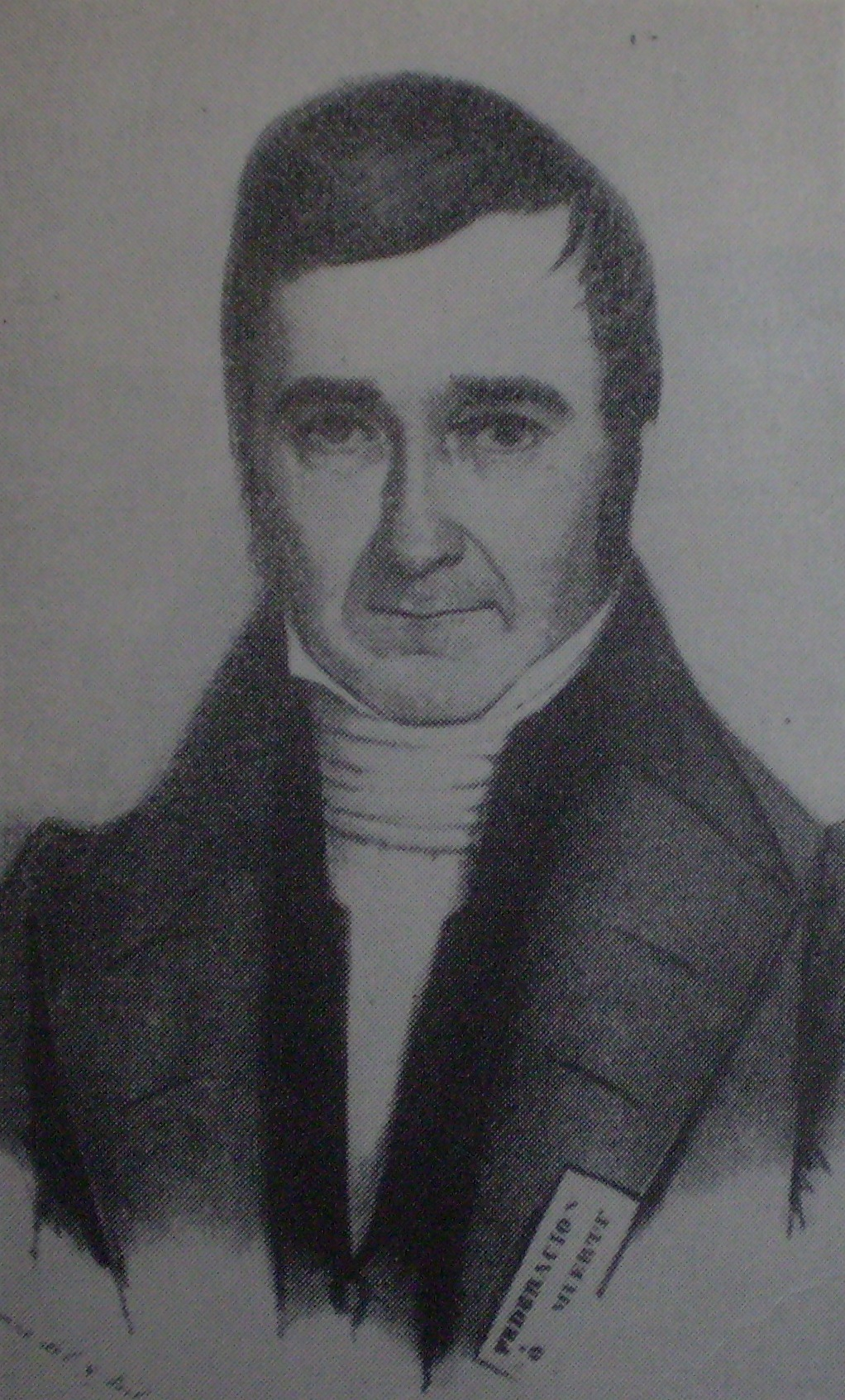
Felipe Arana.

El nuevo embajadador llegó el 5 de octubre de 1847 a Buenos Aires, y presentó sus credenciales al Ministro Felipe Arana. Pero Rosas ordenó a éste no recibirlas, hasta que el Reino Unido accediera a firmar un acuerdo, sobre las bases Hood. Southern se dio cuenta de que, si se negaba, habría navegado 9.000 millas para fracasar el primer día. Cedió de palabra a todo, suplicó que se le permitiera residir en Buenos Aires, se entrevistó varias veces con Manuelita Rosas, a quien trató como una amiga. Logró por el momento residir en Buenos Aires. En diciembre, tras cursar una nota por demás halagadora para el gobernador, ofreciendo tratar todo el conflicto sobre las bases Hood, logró finalmente ser recibido por Rosas en carácter de agente diplomático. Inmediatamente escribió a Londres, presentando el fruto de sus cesiones como un triunfo.
A principios de 1849, Southern recibió orden de llegar a un acuerdo final, sobre las bases que aceptara Rosas. La negociación fue muy larga, más que nada por la tendencia del gobernador a detenerse en detalles nimios. Pero, finalmente, el 24 de noviembre, se firmó la Convención para restablecer las perfectas relaciones de amistad entre la Confederación Argentina y Su Majestad Británica, también conocido como el Tratado Southern-Arana.
Por el mismo, se reconocía a la Confederación Argentina la plena soberanía sobre sus ríos interiores, incluido el río Uruguay en común con la República Oriental. Además se reconocía el derecho de la Argentina de solucionar sus diferendos con el gobierno uruguayo por vías pacíficas o bélicas sin intervención extranjeras, incluyendo el derecho a bloquear los puertos enemigos. También se le devolvían la flota capturada y la isla Martín García, y habría un desagravio de la bandera argentina por la flota británica.
El Reino Unido se reconocía vencido. El tratado es visto como un triunfo considerable para Rosas, ya que era la primera vez que los países sudamericanos emergentes fueron capaces de imponer su voluntad a dos imperios europeos.

## Ratificación
La Convención fue firmada el 24 de noviembre de 1849 y ratificada el 15 de mayo de 1850. El tratado entró en vigor después de la ratificación. Detalles del tratado fueron publicados en el volumen 37 de los archivos del Ministerio de Relaciones Exteriores y de la Mancomunidad de Naciones del Reino Unido.

## Acuerdo de navegación de Urquiza

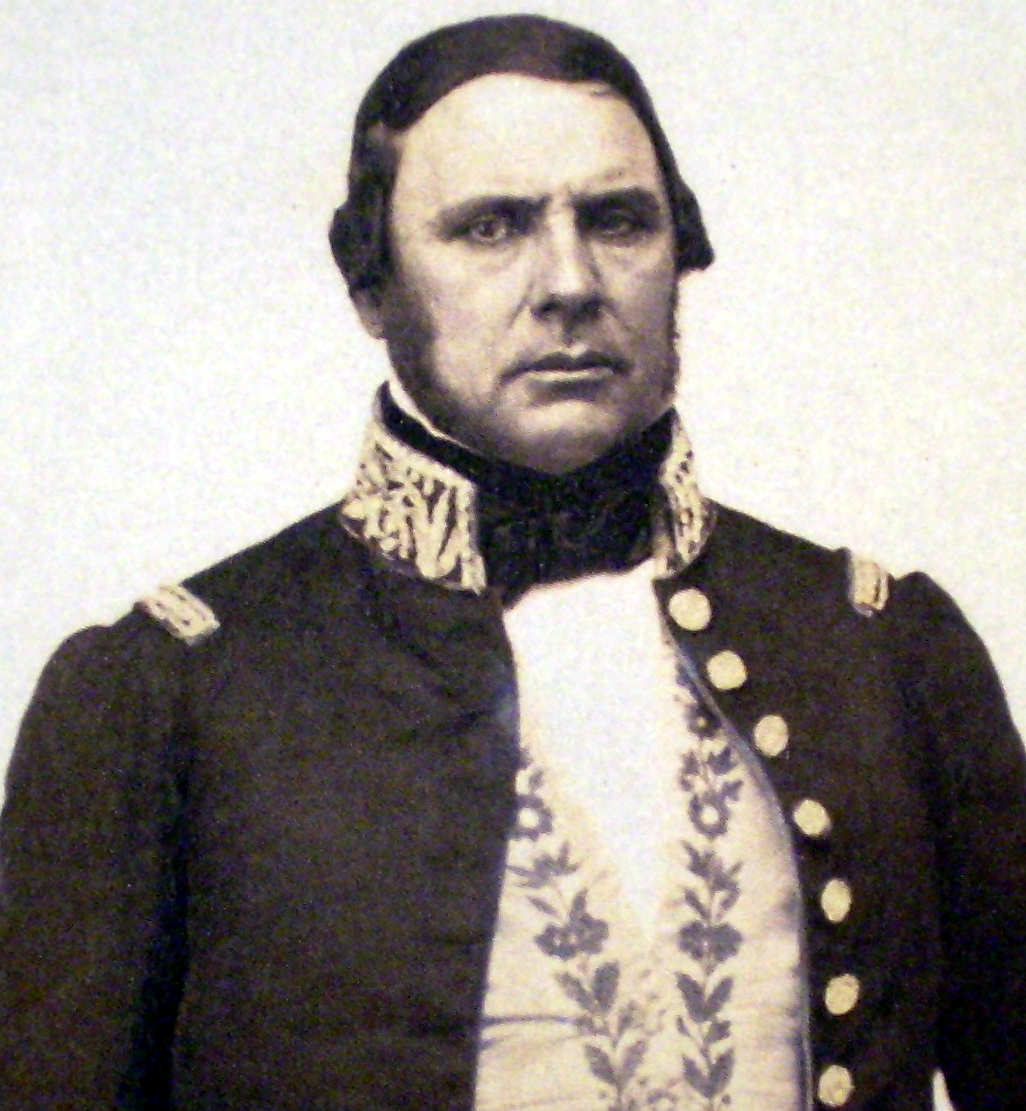
Justo José de Urquiza.

El bloqueo anglo-francés del Río de la Plata fue seguido por una rebelión de Justo José de Urquiza contra Rosas. En febrero de 1852 Urquiza derrotó a Rosas en la batalla de Caseros y lo reemplazó en el poder. Poco después de la victoria de Urquiza, Sir Charles Hotham, que participó tempranamente en el conflicto, escribió al conde de Malmesbury (que había sustituido a Lord Palmerston) sugiriendo que era hora de considerar romper el tratado Arana-Southern y permitir la libre navegación de los ríos argentinos.
Urquiza celebró dos entrevistas con el representante británico Robert Gore, y en el segundo, expresó sus «planes de desarrollo de los recursos de este gran y rico país, la apertura de los ríos a todas las naciones, siendo los buques libres para navegar los ríos y levantar o dejar carga sin tener que parar antes en Buenos Aires». Los británicos centraron sus esfuerzos diplomáticos en la obtención de un acuerdo de navegación que abriera los ríos para la navegación. La oficina de Relaciones Exteriores de Francia se contactó para este fin, y ambos países enviaron una misión diplomática a la Argentina en mayo de 1852, dirigida por Sir Charles Hotham y Michel de Saint-Georges, de poner fin a las restricciones de los tratados Arana-Southern y Arana-LePrédour. Tuvieron una entrevista con Urquiza, quien estuvo de acuerdo con sus propuestas, en agosto de ese mismo año.
Durante un período de calma en el asedio y bloqueo de Buenos Aires, entre el 10 y 13 de julio de 1853, Urquiza firmó acuerdos de navegación con los representantes del Reino Unido, Francia y Estados Unidos que garantizaron la libre navegación de los ríos interiores argentinos para el comercio exterior. En opinión de James Scobie, su intención era obtener un instrumento jurídico para obligar al gobierno argentino a proteger la libertad de navegación en caso de que la provincia de Buenos Aires tratara de cortar las comunicaciones de la Confederación con el exterior. La libre navegación los ríos se incluyó en la Constitución Argentina de 1853.

## El tratado y la disputa pendiente por Malvinas
Escritores británicos sostienen que el Tratado Arana-Southern de 1849 resolvió todas las disputas entre el Reino Unido y la Argentina, incluidas las Malvinas, porque Argentina no formuló reserva expresa de sus derechos sobre las islas en el mencionado Tratado y que, por lo tanto, abandonó su reclamo.
Esta afirmación no tiene fundamento conforme al texto de la Convención. En efecto, Argentina no abandonó su reivindicación sobre las Islas Malvinas, por cuanto el objeto y fin del mencionado Tratado surgen claramente de su artículo 1.°, que dice: “Habiendo el gobierno de S. M. B., animado del deseo de poner fin a las diferencias que han interrumpido las relaciones políticas y comerciales entre los dos países, levantado el día 15 de Julio de 1847, el bloqueo que había establecido en los puertos de las dos repúblicas del Plata, dando así una prueba de sus sentimientos conciliatorios, al presente se obliga con el mismo espíritu amistoso, a evacuar definitivamente la isla de Martín García, a devolver los buques de guerra argentinos que están en su posesión, tanto como sea posible, en el mismo estado en que fueron tomados, y a saludar al pabellón de la Confederación Argentina con veintiún tiros de cañón”. Las “diferencias que han interrumpido las relaciones políticas y comerciales entre los dos países” que menciona el artículo 1.° eran las surgidas por la intervención británica en el Río de la Plata, poner término al bloqueo y a resolver la cuestión de la navegación de los ríos. La usurpación británica de las Islas Malvinas en 1833 no había interrumpido jamás las relaciones políticas y comerciales entre Argentina y Gran Bretaña. En todo el texto del Tratado, no hay mención alguna a las Islas Malvinas, ni implícita, ni explícitamente. El resto de los artículos se refiere siempre al bloqueo del Río de la Plata.
Es importante tener en cuenta, también, el preámbulo del Tratado, en donde se expresa que “[…] habiendo declarado el de Su Majestad Británica no tener objetos algunos separados o egoístas en vista, ni ningún otro deseo que ver establecidas con seguridad la paz e independencia de los Estados del Río de la Plata, tal como son reconocidos por tratados […]”. Esto significa que el Gobierno Británico no tenía ningún otro asunto separado o interesado en vista ajeno al bloqueo británico del Río de la Plata y, por tal motivo, el Gobierno de Gran Bretaña no abordó el caso Malvinas en el Tratado.
Dos célebres juristas, tanto anteriores como contemporáneos a los hechos, reflejan el estado del derecho internacional en ese momento y que contradicen categóricamente la interpretación hecha por los escritores británicos. Emer de Vattel escribió: “El efecto del tratado de paz es poner fin a la guerra, y abolir el motivo de la misma. [...] el efecto [...] no puede extenderse a cosas que no tienen ninguna relación con la guerra que se terminó por el tratado” y continúa diciendo que “El tratado de paz, naturalmente, por sí solo se refiere a la guerra que termina. Es, por lo tanto, solo en tal relación, que sus cláusulas imprecisas han de entenderse. Por lo tanto, la simple estipulación de restaurar las cosas a su estado anterior no se refiere a cambios que no han sido ocasionados por la guerra misma”. Asimismo, Henry Wheaton dice: “El tratado de paz no extingue pretensiones fundadas en deudas contraídas o lesiones infligidas previamente a la guerra, y sin relación con sus causas, a menos que haya una estipulación expresa con ese efecto”.
Como se puede ver, ambos juristas coinciden: el objeto de los tratados de paz es poner fin a la guerra y a su causa; estos tratados no extinguen las pretensiones existentes con anterioridad a la guerra y ajenas a su causa, excepto que se estipule expresamente y, finalmente, los efectos del tratado no pueden extenderse a hechos que no tengan relación con la guerra que la motivó. Por lo expuesto, no puede inferirse del contenido y alcance del Tratado Arana-Southern una renuncia implícita de la Argentina a su soberanía sobre las Malvinas.
Argentina mantuvo su reivindicación y sus pedidos de respuesta, mientras el Reino Unido mantuvo su postura de negarse a discutir la cuestión. Tampoco hubo mención alguna al tratado por parte del Reino Unido ante las continuas protestas del gobierno argentino.
En su mensaje a la Legislatura del 27 de diciembre de 1849, Juan Manuel de Rosas expuso los pormenores de la negociación con los representantes del gobierno británico y brindó un detalle de los alcances del tratado. En ese mismo mensaje, Rosas hace explícita la continuidad del reclamo por Malvinas y ratifica las protestas formuladas por Manuel Moreno, el embajador argentino en Londres. En su nota de protesta, Manuel Moreno notificó oficialmente a Lord Palmerston que el gobierno argentino nunca renunciará a las Islas Malvinas.